# کاراگلوخ (هادروت)
کاراگلوخ (به ارمنی: Քարագլուխ) یک منطقهٔ مسکونی در جمهوری آرتساخ است که در استان هادروت واقع شده‌است.